# East Prairie
East Prairie é uma cidade localizada no estado americano de Missouri, no Condado de Mississippi.

## Demografia
Segundo o censo americano de 2000, a sua população era de 3227 habitantes.
Em 2006, foi estimada uma população de 3158, um decréscimo de 69 (-2.1%).

## Geografia
De acordo com o United States Census Bureau tem uma área de
3,3 km², dos quais 3,3 km² cobertos por terra e 0,0 km² cobertos por água. East Prairie localiza-se a aproximadamente 93 m acima do nível do mar.

## Localidades na vizinhança
O diagrama seguinte representa as localidades num raio de 20 km ao redor de East Prairie.